# Mensen op strand met parasol
Mensen op strand met parasol is een kunstwerk in Amsterdam Nieuw-West
Kunstenaar Jan Spiering ontwierp voor een plantsoen aan de Botteskerksingel een beeld waarin een man een vrouw tegen zonnestralen beschermt met een parasol. Van het werk is vrijwel niets anders bekend. De gemeente vond het opmerkelijk dat het beeld een eigen ondergrond heeft, die deel uit maakt van het tafereel; de bodemplaat geeft het strand weer. Spiering putte bij zijn werken veelal uit zijn privéleven, het is onbekend of dat ook voor dit werk geldt.